# Elena Gómez
Elena Gómez Servera (Manacor, 14 novembre 1985) è un'ex ginnasta spagnola.

## Palmarès

### Mondiali
- 2 medaglie:
  - 1 oro (Debrecen 2002 nel corpo libero)
  - 1 bronzo (Anaheim 2003 nel corpo libero)

### Europei
- 1 medaglia:
  - 1 bronzo (Amsterdam 2004 nel corpo libero)